# دانشگاه لویو

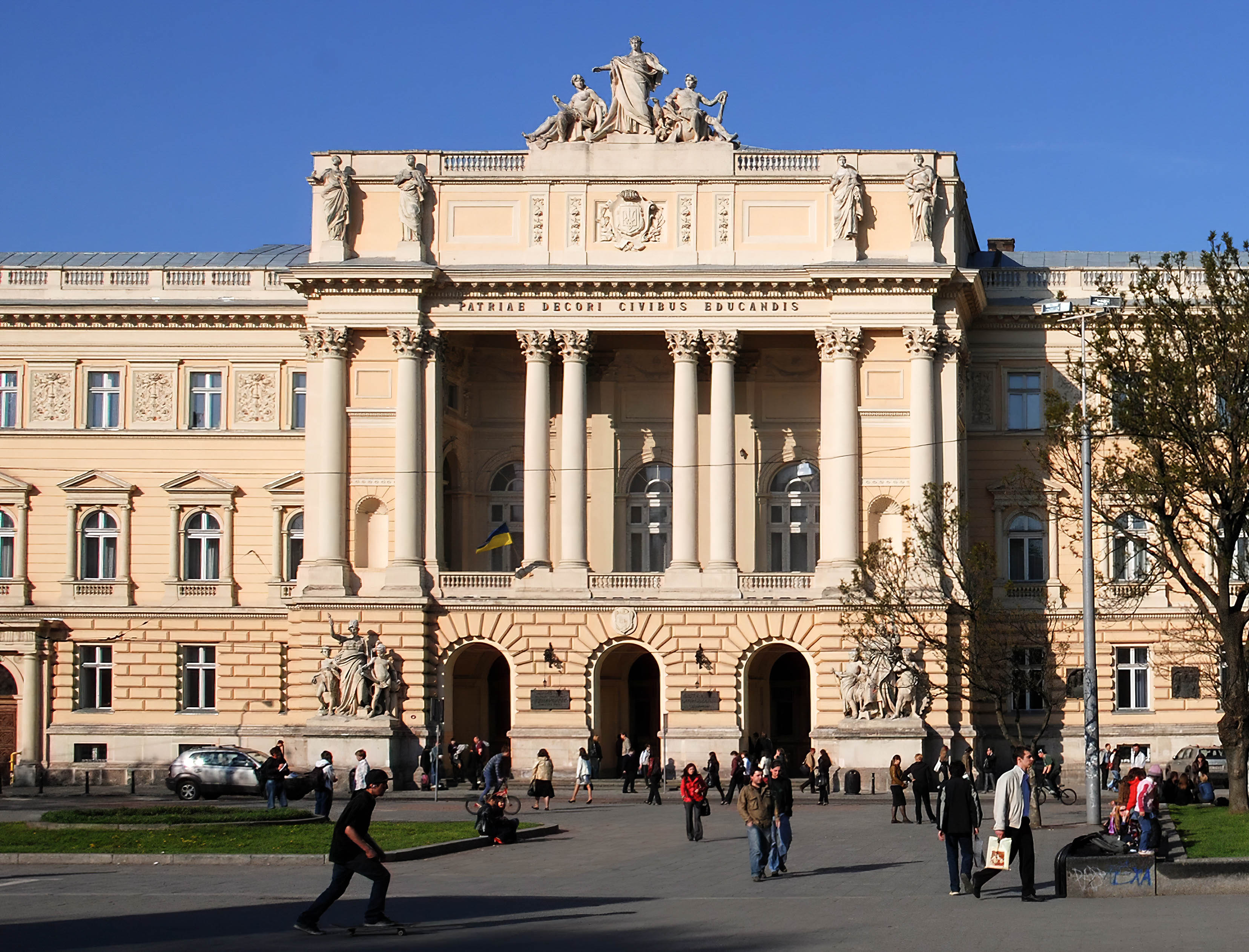
دانشگاه لووف

دانشگاه لِـویو یا به‌طور رسمی دانشگاه ملی ایوان فرانکو لِـویو (اوکراینی: Львівський національний університет імені Івана Франка) یکی از دانشگاه‌های معتبر کشور اوکراین می‌باشد. این دانشگاه قدیمی‌ترین دانشگاه کشور اوکراین و یکی از قدیمی‌ترین دانشگاه‌های اروپا بوده و تأسیس آن به بیش از ۳۵۰ سال پیش در سال ۱۶۶۱ بازمی‌گردد. لویو در گویش لهستانی به صورت لووف تلفظ می‌شود.
این دانشگاه مخصوصاً در زمینهٔ ریاضیات و فیزیک چهره‌های مطرحی نظیر استنی‌سواف اولام، استفان باناخ، ماریان اسمولوخوفسکی و یانوش بویویی را در خود پرورش داده است. از دیگر افراد مشهور این دانشگاه می‌توان به استانیسلاو لم، ایگناتسی یان پادرفسکی و ژاکوب کارول پارناس اشاره نمود.